# Hræsvelgr
En la mitología nórdica Hræsvelgr (Aspirador de cadáveres o Corriente de naufragio) es un gigante que toma la forma de águila. De acuerdo al poema Vafþrúðnismál de la Edda poética, se sienta en el fin del mundo (o la frontera más boreal de los cielos) y provoca que el viento sople cuando bate sus alas en vuelo.
"Bajo la forma de un águila | al final del cielo
Hræsvelg se sienta, ellos dicen;
Y de sus alas | proviene el viento
A moverse sobre el mundo de los hombres."
Vafþrúðnismál, estrofa 36, Edda poética
Esta información es repetida por Snorri Sturluson en Gylfaginning, en la Edda prosaica.
Para el nombre de Hræsvelgr en ocasiones se utiliza los anglicismos de Hraesvelgr o Hraesvelg. La forma común danesa es Ræsvelg y la forma sueca es Räsvelg.

## Lecturas complementarias
- Jón Hnefill Aðalsteinsson (1998). "Hræsvelgr, the Wind-Giant, Reinterpreted" in A Piece of Horse Liver: Myth, Ritual and Folklore in Old Icelandic Sources. ISBN 978-9979-54-264-3.

- Datos: Q564342